# Grigori Dariev
Grigori Dariev (în rusă Григорий Дарьев; n. 20 decembrie 1919, Șipca, Republica Populară Ucraineană – d. 19 martie 1998, Șipca, raionul Grigoriopol, Republica Moldova) a fost un cercetaș sovietic, participant al celui de-Al Doilea Război Mondial. A fost decorat cu Ordinul Gloriei (gradul I, II, III).

## Biografie
S-a născut în satul Șipca din ținutul Tiraspol, gubernia Herson (actualmente raionul Grigoriopol, Transnistria, Republica Moldova) într-o familie moldovenească. A fost înscris în Armata Roșie în anul 1939. Începând cu iunie 1941 a luptat pe fronturile celui de-Al Doilea Război Mondial.
Pentru efectuarea cu succes a unei misiuni de recunoaștere a pozițiilor inamice în noaptea de 24 noiembrie 1944, a fost distins Ordinul Gloriei, gradul 3. Prin ordinul Armatei a 5-a de gardă din 16 ianuarie 1945, sergentului Dariev i s-a acordat Ordinul Gloriei (gradul 2), pentru curajul personal din timpul asediului orașului Breslau.
Prin decretul prezidiului Sovietului Suprem al URSS din 27 iunie 1945 pentru curaj și eroism, i s-a acordat Ordinul Gloriei, gradul 1.
După război a lucrat ca șofer de tractor, șofer la ferma „Lenin” din raionul Grigoriopol. A murit la 19 martie 1998. 